# Tervasaari (ö i Norra Savolax, Inre Savolax, lat 62,59, long 26,76)
Tervasaari är en ö i Finland. Den ligger i sjön Hankavesi och Lonkari och i kommunen Rautalampi i den ekonomiska regionen  Inre Savolax ekonomiska region  och landskapet Norra Savolax, i den centrala delen av landet, 280 km norr om huvudstaden Helsingfors. Öns area är 1,6 hektar och dess största längd är 220 meter i sydöst-nordvästlig riktning.